# Torsten Lindh
Erik Torsten Lindh, född 10 augusti 1941 i Göteborg, död 7 augusti 2020 i Göteborgs Vasa distrikt, var en svensk konteramiral, generalinspektör för svenska marinen tillika chef för det Marintaktiska kommandot, MTK, på Berga örlogsbas på Södertörn. Lindh var den förste marininspektören, som befattningen inledningsvis kallades, efter att denna befattning hade ersatt befattningen som Chef för Marinledningen. Före sin befattning som marininspektör var Lindh chef för Planeringsstaben på Högkvarteret. Han efterträddes år 2001 som generalinspektör av Jörgen Ericsson.
Lindh var ordförande för Sjöofficerssällskapet i Stockholm från 1997. Han invaldes i Kungliga Krigsvetenskapsakademien 1991 och i Kungliga Örlogsmannasällskapet 1983. Han var inspector för den navalakademiska föreningen SjöLund. Torsten Lindh är begraven på Morlanda gamla kyrkogård.